# Povratak u tridesete (strip Marti Misterija)
Povratak u tridesete je epizoda strip serijala Marti Misterije objavljena u Srbiji u #37. obnovljene edicije Zlatne serije koju je pokrenuo Veseli četvrtak. Sveska je izašla 7. aprila 2022. god. i koštala 430 dinara (3,65 €, 4,12 $). Epizoda je imala ukupno 192 strane. Korice A (originalne) nacrtao je Đankarlo Alesandrini, korice B Mirko Čolak, a korice C Aldo di Đenaro.

## Originalna epizoda
Ova epizoda objavljena je premijerno u Italiji kao #27 godišnje edicije Almanacco del Misterio 2014 pod nazivom L'impero sottomarino 23. novembra 2013. Drugi deo epizode je originalno objavljen u #28 Almanacco del Misterio 2015 pod nazivom Saturno contro la Terra  Scenario je napisao Alfredo Kasteli, a nacrtali Đankarlo Alesndrini i Aldo di Đenaro. Obe sveske koštale su 8,5 €.